# Medvetánc
Medvetánc az Eötvös Loránd Tudományegyetem és a Közgazdaságtudományi Egyetem társadalomelméleti folyóirata. Indulás/megszűnés: 1981/1989. Székhely: Budapest. Periodicitás: negyedévente. ISSN 0230-3361
A folyóirat hasábjain a hazai szociológiai, filozófiai, művészeti, történettudományi, közgazdasági és politikai kultúra helyzetét kísérték figyelemmel. Addig mellőzött, háttérbe szorított, illetve ellenzéki magyar filozófusok, szociológusok és külföldi szerzők jeles tanulmányait is megjelentették, például Paul Karl Feyerabend, Max Weber, Lev Sesztov, Wilhelm Reich írásait. A folyóirat egyike volt azon sajtóorgánumoknak, amelyek mintegy a rendszerváltás előkészítésének szerepét igyekeztek betölteni.

## Története
Az ELTE frissen végzett bölcsész hallgatói, fiatal tanárai 1980-ban megalapították az 1956 utáni Magyarország első cenzúrázatlan, de legális társadalomelméleti folyóiratát, a Medvetáncot, azzal a céllal, hogy — komolyan véve a formális cenzúratörvény hiányát — dekriminalizálják a szabad gondolkodást és a tudományos publikálást. Az alapító szerkesztők úgy vélték, hogy társadalomtudományi, filozófiai kutatásaik magyarországi folytatása elképzelhetetlen a szabad publikálás lehetőségének megteremtése nélkül.
A negyedévi folyóirat 1981-től 1989-ig jelent meg. A folyóiratszámok mellékleteként könyvek is készültek. Az utolsó Medvetánc-kötet egyben az első Atlantisz—kötet, Szabó Miklós történész könyve: Politikai kultúra Magyarországon 1896—1986. Betiltási kísérletek ellenére a folyóirat folyamatosan megjelent, s a nyolcvanas évtized gazdasági és társadalmi reformvitáinak egyik meghatározó fóruma lett. Itt jelentek meg a történettudományok, a filozófia, az esztétika, az irodalomtudomány, a szociológia, az eszmetörténet és a környezetvédelem számos, új utat kereső szerzőjének tanulmányai is.
A szerkesztők célja az volt, hogy a Medvetánc kötetei a szerzők akkori pillanatnyi politikai helyzetére, megítélésére való tekintet nélkül, kizárólag tanulmányaik színvonala és a tárgyalt témák súlya, valamint eredetisége alapján kerüljenek összeállításra. A szerkesztőség minőségi szempontból szigorú válogatásra, nyelvi-stilisztikai lektorálásra törekedett. Folytatója kívánt lenni a XX. század első fele kiváló, de megszakadt magyar tudományos folyóirat hagyományainak — így pl. a Huszadik Század vagy a Szép Szó elemző szellemének.
A Medvetánc mellékleteként megjelenő könyvek egy-egy, az adott időben provokatív, de súlyát máig megőrző tanulmányt, vagy tanulmánygyűjteményt adtak közre: 
- Tengelyi László: Autonómia és világrend (Kant az etika fundamentumáról) [1984]
- Szilágyi Ákos — Kovács András Bálint: Tarkovszkij az orosz film Sztalkere [1985]
- Fordulat és reform [1987]
- Jelentések a határokon túli magyar kisebbségek helyzetéről [1988]
- Demény Pál: A párt foglya voltam [1988]
- Szabó Miklós: Politikai kultúra Magyarországon 1896—1986 [1989]

A legnagyobb visszhangot a gazdasági, szociológiai, kulturális helyzet radikális reformját sürgető és a rendszerváltást konkrétan előkészítő, így annak emblematikus szövegévé váló Fordulat és reform váltotta ki.

## Szerkesztői
A Medvetánc alapító szerkesztői:
Szerkesztő Bizottság
- Ancsel Éva (elnök)
- Bajomi Iván
- Bihari Mihály
- Bruszt László
- Tütő László

Felelős szerkesztő
- Miklós Tamás

Szerkesztők
- Hekerle László
- Magyar Bálint
- Márkus Péter
- Sasfi Csaba
- Szilágyi Ákos

Műszaki szerkesztő
- Mátray Mihály

A Medvetánchoz a későbbiekben ideiglenesen vagy véglegesen csatlakozó további szerkesztőbizottsági tagok, illetve társelnökök
- Fejtő Ferenc
- Hankiss Elemér
- Magyar György
- Palánkai Tibor
- Papp Zsolt

A Medvetánchoz a későbbiekben csatlakozó szerkesztők
- Tallár Ferenc
- Tengelyi László